# Agalmopolynema mirabile
Agalmopolynema mirabile är en stekelart som beskrevs av Fidalgo 1988. Agalmopolynema mirabile ingår i släktet Agalmopolynema och familjen dvärgsteklar. Inga underarter finns listade i Catalogue of Life.